# Carl Hellström (filosof)
Carl Frans August Hellström, född 1892, död 1932, var en svensk filosof.
Hellström blev filosofie doktor 1920, docent i teoretisk filosofi i Uppsala 1919, och var från 1929 tillförordnad lärare i samma ämne vid Stockholms högskola. Hellström har bland annat behandlat viljefrihetsproblemet i Christopher Jacob Boströms filosofi (gradualavhandling 1919), David Humes aprioribegrepp (1925), jagbegreppet hos Johann Gottlieb Fichte (1928), samt förhållandet mellan utvecklingslära och etik i Herbert Spencers filosofi. Han verkade dessutom som populärvetenskaplig författare i filosofiska ämnen.